# Bitva u Loděnice (1185)
Bitva u Loděnice, též bitva u Loděnic, se odehrála v prosinci roku 1185 poblíž moravské obce Loděnice, východně od Moravského Krumlova. Tento střet patří do řady přemyslovských dynastických sporů, jež zmítaly takřka celým 12. stoletím, ovšem je význačný tím, že v jeho bezprostředním důsledku byly položeny základy nového státoprávního postavení Moravy v rámci českého státu.

## Předehra
Kníže Bedřich využil skutečnosti, že císař Fridrich Barbarossa byl právě na tažení do Itálie a tak vyslal pod vedením svého bratra Přemysla (pozdějšího českého krále Přemysla Otakara I.) vojsko na Moravu, kterou ztratil rozhodnutím císaře z roku 1182 ve prospěch svého bratrance z druhého kolena, znojemského údělníka Konráda III. Oty (pozdějšího českého knížete Konráda II.). Konrád se od Barbarossova rozhodčího výroku totiž „tvářil, jako by (Moravu) nedržel od něj (Bedřicha), ale z ruky císařovy“ (quam non ab eo, sed de manu imperatoris tenere gestiebat). Kromě toho se Bedřich chtěl Konrádovi pomstít za to, že ten před oněmi 3 lety využil vzpouru Čechů „větších rodem“ (velmožů) a uzurpoval si pražský trůn.
Pražské vojsko během první, letní výpravy zpustošilo Znojemsko, Bítovsko i čerstvě založený klášter v Dolních Kounicích, což se nesetkalo s odporem. Úspěchem povzbuzený Bedřich tedy koncem listopadu t.r. vyslal svého bratra na druhou trestnou výpravu.

## Bitva
Tentokrát se Konrád – jenž mezitím sbíral síly na Moravě, v Rakousích a Bavorech – nenechal překvapit a přehradil Přemyslově sboru cestu v polích jihozápadně od vesničky Loděnice, u staré zemské stezky mezi Brnem a Znojmem. Obě vojska se tam střetla v nejkrvavější bitvě mezi Čechy a Moravany (přesněji řečeno, mezi družinami pražského a znojemského knížete), poslední svého druhu v českých dějinách.
O průběhu bitvy není nic určitého známo, krom toho, že byla dlouho nerozhodná a velmi těžká. Řinčení zbraní a křik lidí i koní prý bylo slyšet až v dolnokounickém klášteře, vzdáleném od (pravděpodobného) místa bitvy cca 7 km vzdušnou čarou. Ze složení zbraní nalezených na bitevním poli v novějších dobách lze usoudit, že kromě těžké jízdy se bitvy ve významné roli účastnila i pěchota – lučištníci a kopiníci. Výsledek srážky byl pro obě strany zdrcující:
| „         | Padlo jich v této srážce z předáků Čech a také Moravy mnoho na počet a tolik, že když potom byli od živých pohřbíváni, do jedné jámy deset nebo patnáct až i na dvacet jich (bylo) vhozeno, a tak zasypáno zemí a kamením. | “ |
| — Jarloch | |   |

## Důsledky
České vojsko sice opanovalo pole, když Konrád se svou družinou ustoupil, ale ztráty byly tak velké, že Přemysl nepřítele nepronásledoval a vrátil se zpět do Čech. Bratrovražedná řež však evidentně na obou stranách zanechala dojem. Poražený Konrád byl „prostřednictvím dobrých mužů“ pohnut k tomu, aby následujícího roku setkal s Bedřichem v Kníně, kde uzavřeli přátelské narovnání, přičemž Konrád se stal leníkem českého knížete a získal titul markraběte moravského, tehdy vyjadřující právo nástupu na pražský knížecí trůn. Po Bedřichově smrti také na vytoužený trůn v Praze skutečně nastoupil (1189) a hodnosti markraběte se následně vzdal; po roce 1197 však Vladislav Jindřich, bratr Přemysla, začal postupně nově konstituovat Moravské markrabství, a to přes různé peripetie vydrželo až do zrušení monarchie roku 1918.
Bitevní pole a bitva sama zůstaly v paměti ještě následujících nejméně dvou generací: někdy během 13. století (po roce 1222) byl do zakládací listiny premonstrátského kláštera v Louce připsán zápis o tom, že mezi klášterní majetky patří také „… pole vedle Loděnice, na němž se odehrála bitva mezi Čechy a Moravany, kteréžto (pole) markrabě Vladislav daroval pro spásu své duše“ (… campus iuxta Lodinic, in quo bellum habitum est inter Bohemos et Morauos, quem dedit marchio Wladislaus pro remedio anime sue). V pozdějších staletích však místo upadlo v zapomnění a památku střetnutí (asi) připomíná jen malý plochý smírčí kříž, resp. křížový kámen v poli vedle cesty.